# Dactinomycin
Dactinomycin, còn được gọi là actinomycin D, là một loại thuốc hóa trị liệu được sử dụng để điều trị một số loại ung thư. Điều này bao gồm khối u Wilms, rhabdomyosarcoma, sarcoma Ewing, ung thư hạch, ung thư tinh hoàn, và một số loại ung thư buồng trứng. Nó được đưa vào cơ thể bằng cách tiêm vào tĩnh mạch.
Hầu hết mọi người dùng thuốc này đều phát triển các tác dụng phụ. Các tác dụng phụ thường gặp bao gồm ức chế tủy xương, nôn mửa, loét miệng, rụng tóc, các vấn đề về gan, nhiễm trùng và đau cơ. Các tác dụng phụ nghiêm trọng khác bao gồm ung thư trong tương lai, phản ứng dị ứng và làm chết mô tại chỗ tiêm.] Sử dụng trong thai kỳ có thể gây hại cho em bé. Dactinomycin thuộc họ thuốc kháng sinh độc tế bào. Nó được cho là hoạt động bằng cách ngăn chặn sự hình thành RNA.
Dactinomycin đã được chấp thuận cho sử dụng y tế tại Hoa Kỳ vào năm 1964. Nó nằm trong Danh sách các loại thuốc thiết yếu của Tổ chức Y tế Thế giới, các loại thuốc hiệu quả và an toàn nhất cần thiết trong một hệ thống y tế. Chi phí bán buôn ở các nước đang phát triển là khoảng 24,73 USD/lọ 500 mcg. Nó được sản xuất từ vi khuẩn Streptomyces parvullus.

## Tác dụng phụ
Phản ứng có hại của thuốc thường gặp bao gồm ức chế tủy xương, mệt mỏi, rụng tóc, loét miệng, chán ăn và tiêu chảy. Actinomycin là một chất làm phồng da, nếu thoát mạch xảy ra.